# Hoeocryptus insolitus
Hoeocryptus insolitus là một loài tò vò trong họ Ichneumonidae.